# شنايتنباخ
اشنايتنباخ (بالألمانية: Schnaittenbach) هي بلدة ألمانية تقع في ألمانيا في بافاريا. يقدر عدد سكانها بـ 4,269 نسمة .

## المدن التوأمة
مدن Buchberg SH و آمبرغ هي مدن توأمة لـاشنايتنباخ.